# Вилье-ле-Сек (Валь-д’Уаз)
Вилье-ле-Сек (фр. Villiers-le-Sec) — муниципалитет во Франции, в регионе Иль-де-Франс, департамент Валь-д'Уаз. Население — 168 человек (1999).
Муниципалитет расположен на расстоянии около 24 км севернее Парижа, 25 км восточнее Сержи.

## Демография
Динамика населения (Cassini и INSEE):